# Maurizio Giuliano
Maurizio Giuliano (Milano, 24 febbraio 1975) è un giornalista, scrittore e viaggiatore italiano.
Al 2004 era, secondo il libro dei Guinness, la persona più giovane che avesse visitato tutti i paesi indipendenti del mondo.  Nel 2006 e 2007 era funzionario per le Nazioni Unite in Repubblica Centrafricana e Sudan.

## Origini ed educazione
Maurizio Giuliano è nato il 24 febbraio 1975 a Milano, da un padre avvocato e da una madre casalinga.  Ha vissuto, tra vari paesi, a Cuba, in Cile, e in Indonesia.
Dopo aver completato la scuola a Milano, nonché a Manchester,, ha conseguito una laurea all'Università di Oxford nel 1996, e un master all'Università di Cambridge nel 1997.  A Oxford ha studiato allo University College per un corso inter-disciplinare in filosofia, politica ed economia.
Nel 1998, era ricercatore presso il Centro di Studi Sociali di Santiago del Cile.

## Scritti
Giuliano ha pubblicato due libri su Cuba, nonché studi accademici, focalizzati sull'embargo USA, che sostiene avere un effetto contro-producente e un maggiore appoggio al governo cubano.